# Gran Barquisimeto
El Área metropolitana de Barquisimeto o Gran Barquisimeto es una área metropolitana venezolana, que integra el área urbana de Barquisimeto con los municipios vecinos de Iribarren y Palavecino, además de las poblaciones de Quíbor, Duaca, Sanare y Sarare, pertenecientes al estado Lara, así como Yaritagua, Chivacoa, Urachiche y Sabana de Parra, pertenecientes al estado Yaracuy, e indirectamente las ciudades de Acarigua y Araure del estado Portuguesa, sin constituir en su conjunto una unidad administrativa.

## Casco central
El casco central de Barquisimeto comprende las parroquias Concepción y Catedral del municipio Iribarren, en el estado Lara.

## Área metropolitana
El Área metropolitana de Barquisimeto o mancha urbana comprende las parroquias Concepción, Catedral, Santa Rosa, Unión, Juan de Villegas, El Cují y Tamaca, del municipio Iribarren, y al municipio Palavecino en su totalidad (parroquias Cabudare, Agua Viva y José Gregorio Bastidas).
Fue decretada por el anterior Ministerio de Desarrollo Urbano, conformando una poligonal urbana cerrada que se extiende legalmente sobre las parroquias mencionadas. Estas poblaciones se encuentran vinculadas a través de la red vial y de servicios. Dentro de esta área transcurre el río Turbio, el cual posee una zona de aprovechamiento agrícola que constituye un área bajo régimen de administración especial para su protección y resguardo ambiental, no urbanizable.

## Área de influencia
Esta constituye las parroquias Aguedo Felipe Alvarado, Juares y Buena Vista del municipio Iribarren, los municipios Jiménez, Crespo, Morán, Andrés Eloy Blanco y Simón Planas del estado Lara, así como también los municipios Peña, Bruzual, Urachiche y José Antonio Páez del estado Yaracuy e indirectamente los municipios Páez y Araure del estado Portuguesa.
| Distrito Metropolitano de Barquisimeto (Incluyendo Área de Influencia) | Distrito Metropolitano de Barquisimeto (Incluyendo Área de Influencia) | Distrito Metropolitano de Barquisimeto (Incluyendo Área de Influencia) |        |
| Municipio                                                              | Capital                                                                | Población                                                              | Imagen |
| ---------------------------------------------------------------------- | ---------------------------------------------------------------------- | ---------------------------------------------------------------------- | ------ |
| Iribarren                                                              | Barquisimeto                                                           | 1 225 542                                                              |        |
| Palavecino                                                             | Cabudare                                                               | 207 494                                                                |        |
| Peña (Estado Yaracuy)                                                  | Yaritagua                                                              | 122 942                                                                |        |
| Jiménez                                                                | Quibor                                                                 | 113 647                                                                |        |
| Crespo                                                                 | Duaca                                                                  | 58 960                                                                 |        |
| Andrés Eloy Blanco                                                     | Sanare                                                                 | 56 076                                                                 |        |
| Simón Planas                                                           | Sarare                                                                 | 48 535                                                                 |        |
| GRAN BARQUISIMETO                                                      | BARQUISIMETO                                                           | 1 833 196                                                              |        |

## Comunicación y servicios
El principal eje de comunicación en este aglomerado es la Autopista Centro Occidental; sin embargo, está en reparación el  Sistema Ferroviario Centro Occidental Simón Bolívar que servirá en un futuro como complemento para mejorar la red de transporte y brindar mejor soporte para el desempeño económico de la zona.
El prefijo telefónico genérico para toda la región es +58-25 más un número agregado (1,3,5) el principal prefijo es el de Barquisimeto que es (+58-251) pero no lo comparte con la región por completo, solo las poblaciones que integran su área metropolitana lo usan, en conjunto con la subregión de Yaracuy Occidental y la población de Sarare de la subregión llanera. Quedando en prefijo (+58-253)  para los Andes Larenses y Duaca. Y el prefijo (+58-255) para las ciudades gemelas de Acarigua y Araure en la subregión llanera.